# Bistum Santa Rufina
Das Bistum Santa Rufina bzw. Selva Candida war ein Suburbikarisches Bistum in der italienischen Region Latium. Es gehörte zu Kirchenprovinz Rom.

## Geschichte
Santa Rufina entstand rund um die Basilika der Heiligen Märtyrerinnen Rufina und Secunda an der Via Aurelia, 21 Kilometer von Rom entfernt. Der Bau der Basilika soll von Papst Julius I. begonnen und von Damasus I. vollendet worden sein.
Das Bistum entstand am 25. Oktober 501 aus Gebieten des aufgelösten Bistum Lorium. 502 kam das Gebiet des aufgelösten Bistums Aquaviva hinzu.
Der erste bekannte Bischof ist Adeodatus, der im Jahr 501 an einer Synode teilnahm, die von König Theoderich einberufen wurde, um über die Handlungen von Papst Symmachus zu urteilen. Ein Namensvetter wird in einer anderen Synode von 499 als Adeodatus Lorensis erwähnt. Dies lässt darauf schließen, dass die Bischöfe von Lorium an der Via Aurelia ihre Residenz nach Selva Candida verlegten. Die nachfolgenden Bischöfe von Selva Candida sind vor allem für ihre Teilnahme an den von den Päpsten in Rom abgehaltenen Konzilen bekannt.
Im 9. Jahrhundert wurde die Stadt von den Sarazenen zerstört, und die Bemühungen von Papst Leo IV. und Papst Sergius III. konnten sie nicht vor dem völligen Ruin retten: Übrig geblieben sind lediglich die Reste der antiken Basilika und einer Kapelle.
Zu den bedeutendsten Bischöfen gehört Pietro im 11. Jahrhundert, der zwischen 1026 und 1037 als Bischof von Selva Candida urkundlich erwähnt wird. Im Jahr 1026 bestätigte ihm Papst Johannes XIX. alle seiner bischöflichen Gerichtsbarkeit unterliegenden Besitztümer, die in der Bulle vom 17. Dezember aufgeführt sind. In derselben Bulle übertrug der Papst Petrus und seinen Nachfolgern die Kirche der Heiligen Adalberto und Paolino auf der Tiberinsel als episcopale domicilium et congruum receptaculum. Die Residenz der Bischöfe von Porto lag auf derselben Insel in der Nähe der Kirche San Giovanni.
Die Bischöfe von Silva Candida genossen zudem große Vorrechte im Zusammenhang mit den Zeremonien der Basilika St. Peter. Im November 1037 verlieh Papst Benedikt IX. Bischof Petrus und allen seinen Nachfolgern das Amt des Bibliothecarius (Bibliothekars) der Heiligen Römischen Kirche.
Mit einer päpstlichen Bulle von 1026 wurden den Bischöfen von Selva Candida zudem alle Kirchen der Leoninischen Stadt, fünf Klöster und die Befugnis zur Durchführung liturgischer Funktionen und Weihen in der Basilika St. Peter zugeteilt. Erst nach dem Ende des Avignonesischen Papsttums, als die Päpste ihre Residenz vom Lateran in den Vatikan verlegten, wurden diese Privilegien schrittweise abgeschafft.
Die letzten beiden Kardinalbischöfe von Selva Candida waren Umberto (1051–1061) und Mainardo (1061–1073), enge Mitarbeiter der Päpste bei der Reformbewegung der Kirche, die als Gregorianische Reform in die Geschichte einging.
Während des Schismas des Gegenpapstes Clemens III. (Wibert von Ravenna) gab es einen schismatischen Bischof namens Adalbert (1084–1102), der zum Gegenpapst Albertus wurde (1102). Er wurde gefangen genommen, vor Papst Paschalis II. gebracht und in das Kloster S. Lorenzo in Aversa geschickt.
Papst Calixt II. (1119–1124) vereinigte den Bischofssitz von Porto mit dem suburbikarischen Bischofssitz von Silva Candida bzw. Santa Rufina. Der Akt wurde von Papst Hadrian IV. und Papst Gregor IX. bestätigt. Die Änderung wird von Giuseppe Cappelletti auf das Jahr 1119 datiert.
Historisch gesehen war der Bischof von Porto der zweithöchste Kardinal, nach dem Bischof von Ostia, und amtierte montags in der Lateranbasilika. Darüber hinaus erhielt er die anderen Rechte des Bischofs von Santa Rufina, verlor jedoch die Gerichtsbarkeit über die Stadt Leonina und ihre Umgebung, als diese mit der Stadt Rom vereinigt wurde.
Zwischen 28. Juli 1452 und 22. März 1454 war es abermals ein eigenständiges Bistum wurde aber dann wieder mit dem Bistum Porto vereinigt. Während dieser Zeit war John Kemp, Erzbischof von Canterbury, Kardinalbischof von Santa Rufina.